# 大洞村 (岐阜県揖斐郡)
大洞村（おおほらむら）は、かつて岐阜県揖斐郡にあった村である。
現在の揖斐郡揖斐川町谷汲大洞に該当する。
発足時は大野郡の村であったが、後に揖斐郡の村となった。

## 歴史
- 1889年（明治22年）7月1日 - 町村制により、大洞村が発足。
- 1897年（明治30年）4月1日[2] - 池田郡と大野郡の一部と合併して揖斐郡となる。当村は揖斐郡の所属となる。
- 1897年（明治30年）4月1日 - 徳積村、名礼村、深坂村と合併し、谷汲村発足。同日大洞村は廃止。